# Ligny-le-Châtel
Ligny-le-Châtel is een gemeente in het Franse departement Yonne (regio Bourgogne-Franche-Comté) en telt 1319 inwoners (2005). De plaats maakt deel uit van het arrondissement Auxerre.

## Geografie
De oppervlakte van Ligny-le-Châtel bedraagt 27,4 km², de bevolkingsdichtheid is 48,1 inwoners per km².
De onderstaande kaart toont de ligging van Ligny-le-Châtel met de belangrijkste infrastructuur en aangrenzende gemeenten.

## Demografie
Onderstaande figuur toont het verloop van het inwonertal (bron: INSEE-tellingen).